# ماکس کریک (میزوری)
ماکس کریک (به انگلیسی: Macks Creek) یک منطقهٔ مسکونی در ایالات متحده آمریکا است که در شهرستان کمدن، میزوری واقع شده‌است. ماکس کریک ۳٫۰۶ کیلومتر مربع مساحت و ۲۴۴ نفر جمعیت دارد و ۲۶۸ متر بالاتر از سطح دریا واقع شده‌است.